# Chalkophanit
Chalkophanit ist ein selten vorkommendes Mineral aus der Mineralklasse der „Oxide und Hydroxide“. Es kristallisiert im trigonalen Kristallsystem mit der chemischen Zusammensetzung (Zn,Fe2+,Mn2+)Mn34+O7·3H2O und stellt damit das Zink-Analogon des Manganoxids Aurorit dar. Von diesem ist das auch optisch sehr ähnlich aussehende Mineral nur durch eine chemische Analyse zu unterscheiden.
Chalkophanit entwickelt meist nierige und stalaktitische oder körnige bis massige Mineral-Aggregate, selten auch tafelige Kristalle bis etwa 8 mm Größe von violett- bis bläulichschwarzer Farbe und metallischem Glanz bei brauner Strichfarbe. Das Mineral ist üblicherweise undurchsichtig, in sehr dünnen Schichten allerdings durchscheinend mit tiefroten, inneren Reflexionen.

## Etymologie und Geschichte
Erstmals entdeckt wurde Chalkophanit 1875 in der „Passaic Mine“ am Sterling Hill bei Ogdensburg im Sussex County (New Jersey, USA) und beschrieben durch Gideon Emmet Moore (1842–1895), der das Mineral aufgrund seiner charakteristischen Farbänderung beim Entzünden nach den griechischen Worten Χαλκός [Chalkos] für „Kupfer“ und φαίνο|μαι [fainomai] für „ich zeige mich, ich erscheine“ benannte.

## Klassifikation
In der mittlerweile veralteten, aber noch gebräuchlichen 8. Auflage der Mineralsystematik nach Strunz gehörte der Chalkophanit zur Mineralklasse der „Oxide und Hydroxide“ und dort zur Abteilung der „Hydroxide und oxidische Hydrate“, wo er zusammen mit Birnessit, Aurorit, Cianciulliit, Ernienickelit und Jianshuiit eine eigenständige Gruppe bildete.
Die seit 2001 gültige und von der International Mineralogical Association (IMA) verwendete 9. Auflage der Strunz'schen Mineralsystematik ordnet den Chalkophanit ebenfalls in die Klasse der Oxide, genauer der „Oxide (Hydroxide, V[5,6] Vanadate, Arsenide, Antimonide, Bismuthide, Suldide, Selenide, Telluride, Jodide)“ und dort in die Abteilung der „Hydroxide (ohne V oder U)“ ein. Diese Abteilung ist allerdings weiter unterteilt nach dem Vorhandensein von Kristallwasser und/oder Hydroxygruppen sowie der Verknüpfungsart in der Kristallstruktur, so dass das Mineral entsprechend seiner Zusammensetzung und seines Aufbaus in der Unterabteilung „Hydroxide mit H2O ± (OH); Lagen kantenverknüpfter Oktaeder“ zu finden ist, wo es zusammen mit Aurorit, Ernienickelit und Jianshuiit die unbenannte Gruppe 4.FL.20 bildet.
Auch die im englischen Sprachraum gebräuchliche Systematik der Minerale nach Dana ordnet den Chalkophanit in die Klasse der „Oxide und Hydroxide“ ein, dort allerdings in die Abteilung der „Mehrfachen Oxide“. Hier ist er Namensgeber der „Chalkophanitgruppe“ mit der System-Nr. 07.08.02 mit den weiteren Mitgliedern Aurorit, Jianshuiit und Ernienickelit innerhalb der Unterabteilung der „Mehrfachen Oxide mit verschiedenen Formeln“.

## Kristallstruktur
Chalkophanit kristallisiert trigonal in der Raumgruppe R3 (Raumgruppen-Nr. 148) mit den Gitterparametern a = 7,57 Å und c = 20,82 Å sowie 6 Formeleinheiten pro Elementarzelle.

## Bildung und Fundorte

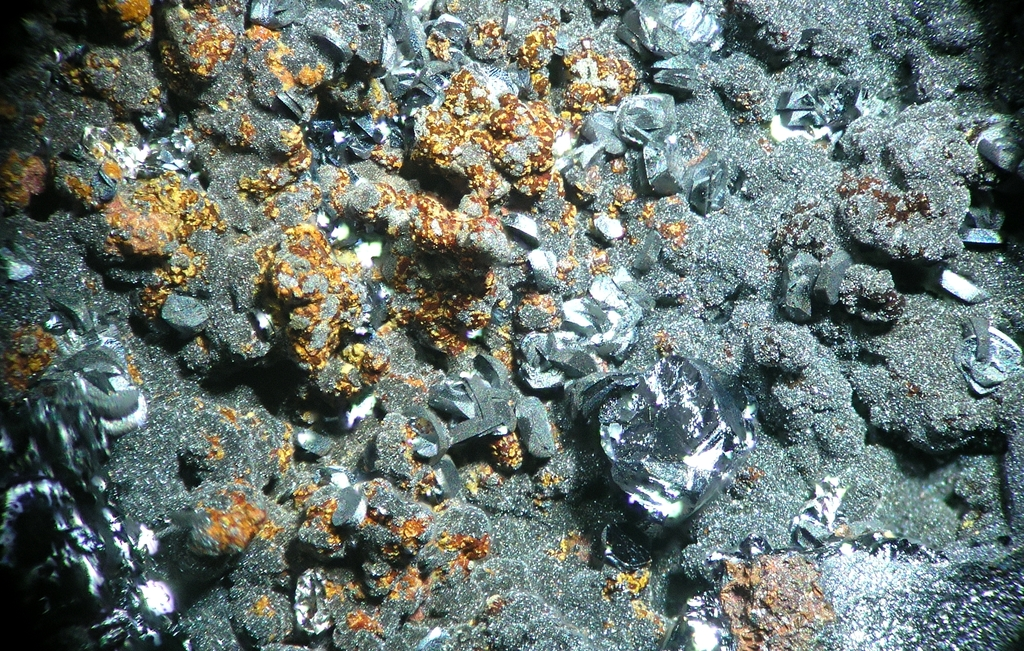
Einige dicktafelige und prismatische Chalkophanite aus der Gold Hill Mine, Deep Creek Mountains, Utah

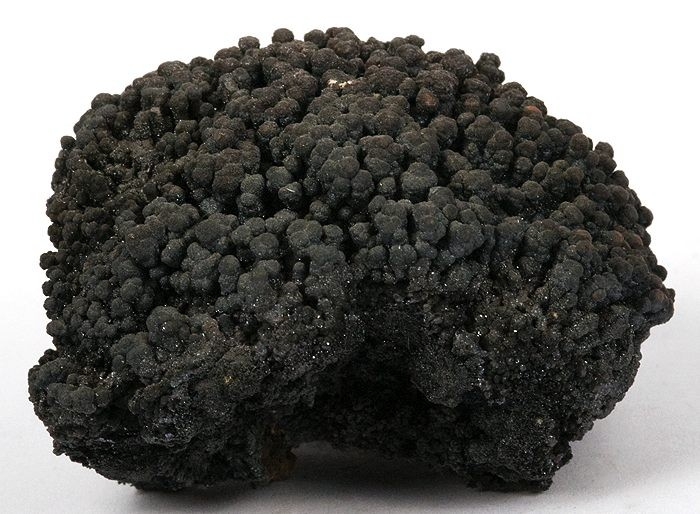
Nieriger Chalkophanit aus der „Cole Mine“ bei Bisbee an den Mule Mountains, Arizona

Chalkophanit bildet sich allgemein als Bestandteil in der Verwitterungszone über zink- und manganhaltigen Lagerstätten. Begleitminerale sind unter anderem Birnessit, Hetaerolith, Kaolinit, Kryptomelan, Manganit, Quarz, Todorokit und Woodruffit.
Weltweit konnte Chalkophanit bisher (Stand: 2010) an rund 140 Fundorten nachgewiesen werden, so unter anderem in Argentinien, Australien, Bulgarien, Chile, Deutschland, Frankreich, Griechenland, Ungarn, Italien, Japan, im Kosovo, in Mexiko, Namibia, Norwegen, Österreich, Russland, Spanien, Südafrika, Tunesien, im Vereinigten Königreich (Großbritannien) sowie in den Vereinigten Staaten von Amerika (USA).